# WordNet

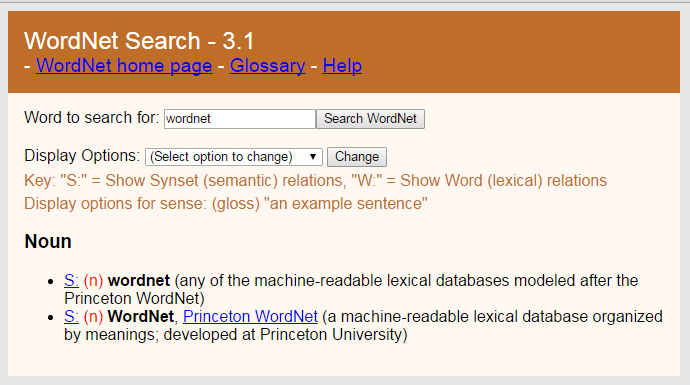

WordNet是一个由普林斯顿大学认识科学实验室在心理学教授乔治·A·米勒的指导下建立和维护的英语字典。开发工作从1985年开始，从此以后该项目接受了超过300万美元的资助（主要来源于对机器翻译有兴趣的政府机构）。
由于它包含了语义信息，所以有别于通常意义上的字典。WordNet根据词条的意义将它们分组，每一个具有相同意义的字条组称为一个synset（同义词集合）。WordNet为每一个synset提供了简短，概要的定义，并记录不同synset之间的语义关系。
WordNet的开发有两个目的：
1. 它既是一个字典，又是一个辞典，它比单纯的辞典或词典都更加易于使用。
2. 支持自动的文本分析以及人工智能应用。

WordNet的数据库及相应的软件工具的发放遵照BSD许可证书，可以自由的下载和使用，亦可在线查询和使用。

## WordNet内部结构
在WordNet中，名词、动词、形容词和副词各自被组织成一个同义词的网络，每个同义词集合都代表一个基本的语义概念，并且这些集合之间也由各种关系连接。（一个多义词将出现在它的每个意思的同义词集合中）。在WordNet的第一版中（标记为1.x），四种不同词性的网络之间并无连接。WordNet的名词网络是第一个发展起来的。
名词网络的主干是蕴涵关系的层次（上位／下位关系），它占据了关系中的将近80%。层次中的最顶层是11个抽象概念，称为基本类别始点（unique beginners），例如实体（entity，“有生命的或无生命的具体存在”）和心理特征（psychological feature，“生命有机体的精神上的特征）。名词层次中最深的层次是16个节点。